# Bedő
Bedő (rumänisch Bedeu) ist eine ungarische Gemeinde im Kreis Berettyóújfalu im Komitat Hajdú-Bihar. Sie liegt vier Kilometer westlich der Grenze zu Rumänien. Fast die Hälfte der Bewohner gehört zur Volksgruppe der Rumänen.

## Geografie
Bedő grenzt an folgende Gemeinden:
| Bojt           |                                             | Nagykereki |
|                | Kompassrose, die auf Nachbargemeinden zeigt |            |
| Biharkeresztes | Ártánd                                      |            |

## Geschichte
Die erste schriftliche Erwähnung des Ortes stammt von einer Volkszählung aus dem Jahr 1552. Das Dorf wurde während des großen Türkenkrieges von den Türken verwüstet und seine Bewohner wurden deportiert.

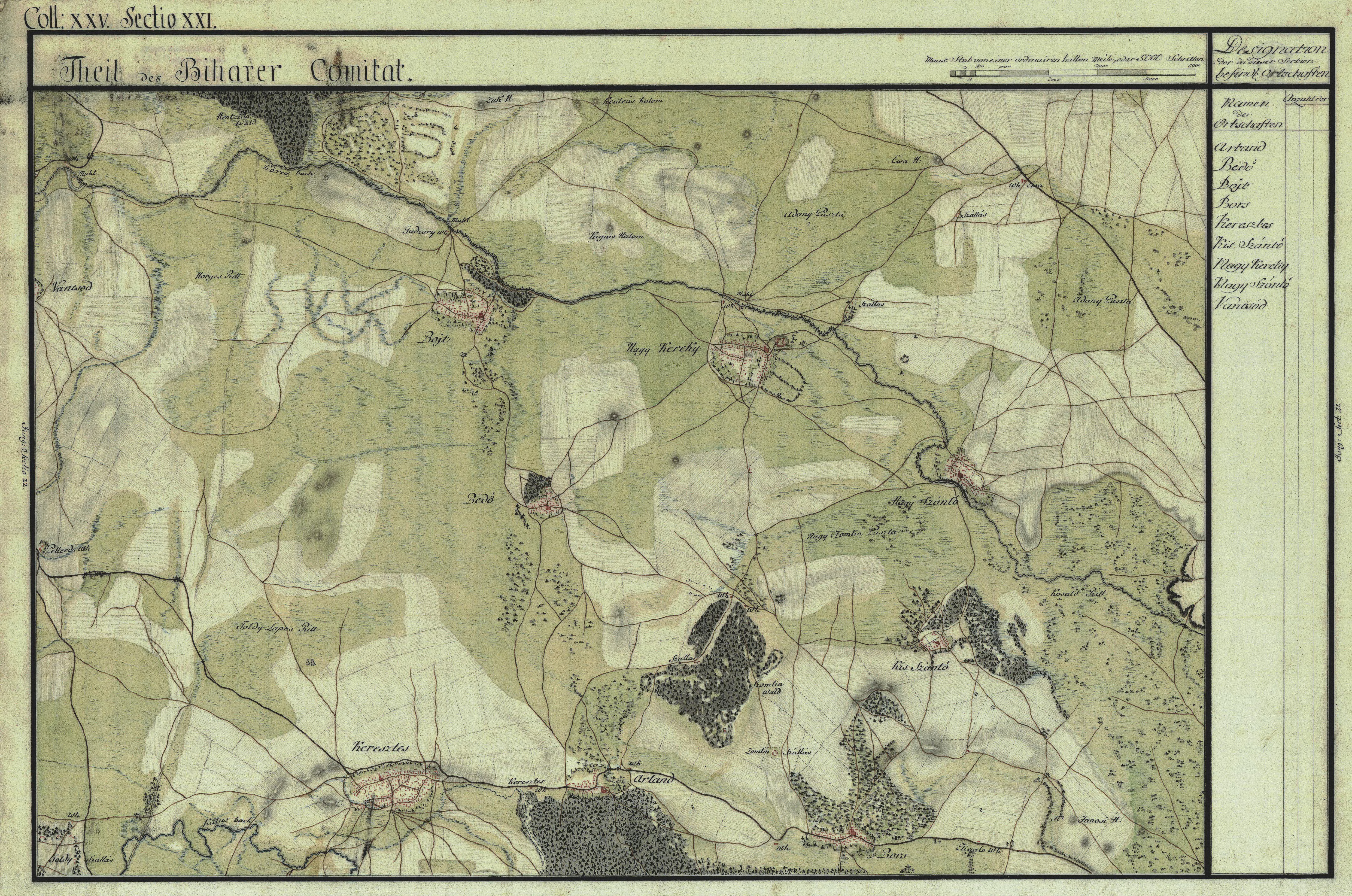
Bedő (Mitte) um 1782 (Aufnahmeblatt der Josephinischen Landesaufnahme)
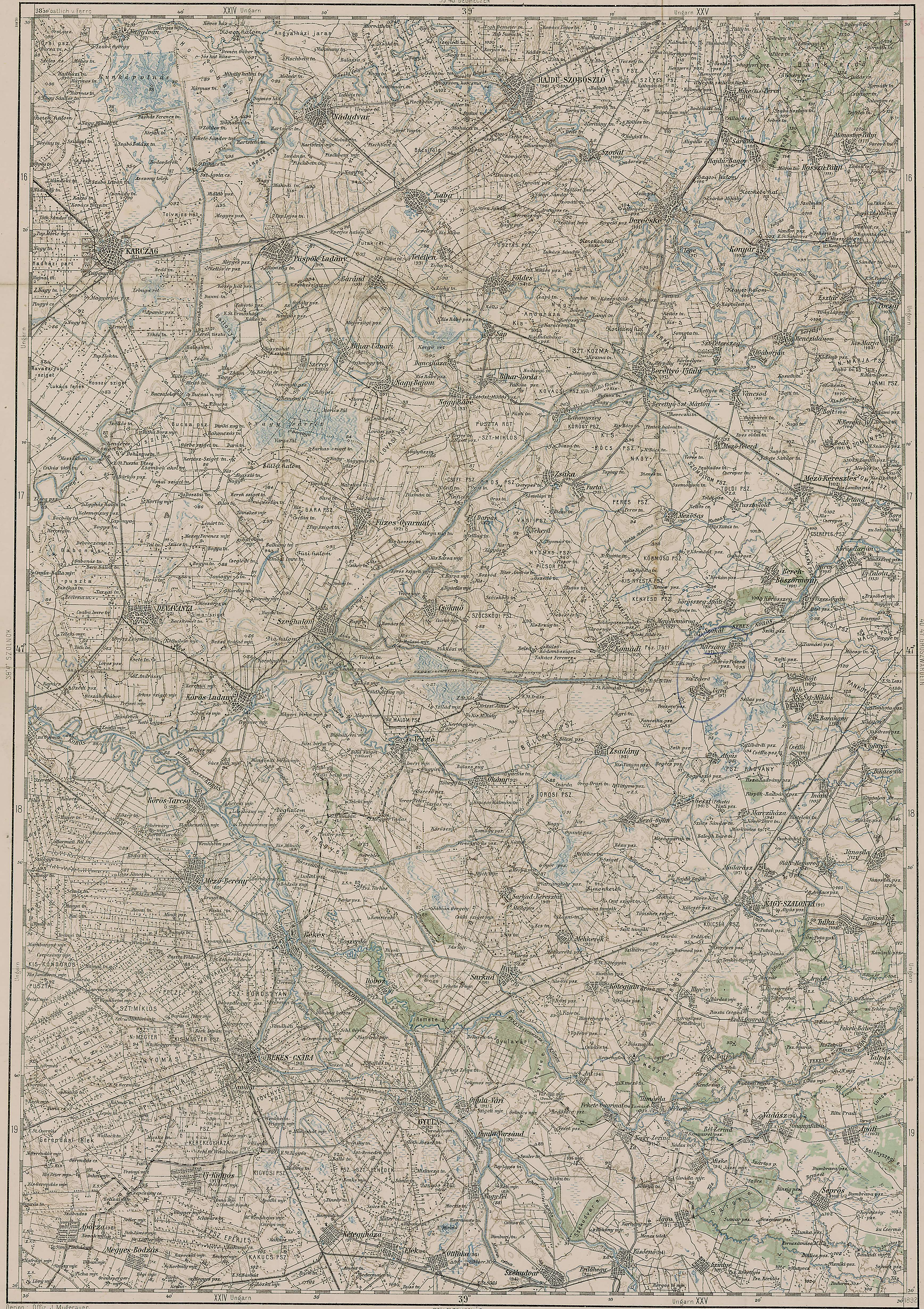
Bedő (N 47° 12'; O 39° 26') um 1892 (Aufnahmeblatt der Franzisco-Josephinischen Landesaufnahme)

## Sehenswürdigkeiten
- Griechisch-katholische Kirche Szent Mihály főangyal, erbaut 1845–1852[3]
- Weltkriegsdenkmal (I. és II. világháborús emlékmű)

## Verkehr
Durch Bedő verläuft die Landstraße Nr. 4808. Es bestehen Busverbindungen nach Nagykereki und Biharkeresztes, wo sich der  nächstgelegene Bahnhof befindet.